# Henry A. Murray
Henry Alexander Murray (ur. 13 maja 1893 w Nowym Jorku, zm. 23 czerwca 1988 w Cambridge, Massachusetts) – amerykański psycholog związany z Harvard University, dyrektor Harvard Psychological Clinic w School of Arts and Sciences.

## Życiorys
W 1915 roku ukończył historię na  Uniwersytecie Harvarda, a potem medycynę i biologię na Uniwersytecie Columbia.  Po ponad 10 latach uzyskał stopień doktora z biochemii na Uniwersytecie w Cambridge. WS latach 1928–1937 był dyrektorem Harvard Psychological Clinic.
Zajmował się głównie badaniem osobowości. W celu jej mierzenia rozwinął Thematic Apperception Test (TAT).
Pracował również dla CIA (Centralna Agencja Wywiadowcza), w celu próby opanowania i kontroli ludzkiego umysłu ( na przykład podczas przesłuchań). Jednym z jego badanych był Ted Kaczynski, znany później jako Unabomber.

## Najważniejsze prace
- Explorations in Personality (1938)
- Personality in Nature, Society, and Culture (1953, współautor)